# Esther Gil
Pour les articles homonymes, voir Gil.
Esther Gil est une scénariste de bande dessinée française née le 21 mai 1967.

## Biographie
Esther Gil naît le 21 mai 1967. Elle se déclare profondément influencée par Alice au pays des merveilles et L'Île mystérieuse. Elle est aussi admiratrice de Gotlib. C'est en rencontrant Laurent Paturaud, qui devient son conjoint, qu'elle se lance dans l'écriture de bandes dessinées. Ses travaux portent sur des personnages historiques.
Installés à Alençon, Esther Gil et Laurent Paturaud créent un album sur Victor Hugo : Victor Hugo aux Frontières de l'Exil, paru en 2013 (éditions Daniel Maghen). Les auteurs se sont intéressés à la période de l'exil à Jersey et imaginent que la mort de Léopoldine Hugo est le fruit d'un crime. Le travail de la scénariste est bien accueilli sur BD Gest'. En 2018, elle exerce la fonction d'assistante administrative au Musée des Beaux-Arts et de la Dentelle. Inspirée par le roman de Jules Verne Paris au XXe siècle, elle écrit le scénario de Jules Verne et l'astrolabe d'Uranie, diptyque servi par le dessin de l'Espagnol Carlos Puerta (Ankama Éditions),. La scénariste s'est intéressée aux voyages de l'écrivain. Les deux artistes s'installent par la suite à Cusset. Gil écrit ensuite le scénario d'une bande dessinée sur Mata Hari, dessinée par Paturaud et qui paraît en 2019,. L'autrice a souhaité dépeindre « une ode à l'amour fou qui peut pousser à prendre des décisions parfois inconsidérées ».

## Œuvres
- Victor Hugo, aux frontières de l'exil, avec Laurent Paturaud, Daniel Maghen, 2013  (ISBN 978-2-356-74031-1) (BNF 43661754)
- Jules Verne et l'astrolabe d'Uranie, dessin de Carlos Puerta, Ankama Éditions

1. Tome 1[11], 2016 (BNF 45144566)
2. Tome 2, 2018  (ISBN 9791033504726) (BNF 45400355)
3. Intégrale, 2019  (ISBN 9791033508885) (BNF 45834064)

- Mata Hari[12], avec Laurent Paturaud, Daniel Maghen, 2019  (ISBN 978-2-356-74075-5)